# Nancy Boy
Singles de Placebo
Teenage Angst Bruise Pristine
Nancy Boy est une chanson du groupe de rock Placebo. C'est la sixième piste de l'album Placebo. 
Le single, qui atteignit la quatrième place du classement au Royaume-Uni, fut le premier succès commercial du groupe. 
« Nancy Boy » est une expression anglaise désuète et péjorative pour un homme efféminé. Le texte est un autoportrait caricatural de Brian Molko ; provocateur, empreint de luxure, il décrit la vie d'un junkie totalement désorienté. La portée théâtrale du texte est clairement affichée dans le refrain, si bien que l'on peut penser que les images que Placebo nous donne à voir ne sont pour la plupart qu'une mise en scène. « Être dans un groupe permet d'amplifier certains aspects de votre personnalité, les exagérer jusqu'à l'extrême afin de créer un effet dramatique. Je crois qu'en m'exposant sur scène comme le genre de personne dont les gens peuvent se demander : « alors c'en est un, ou pas ? » Ça remet en cause l'apparence que les hommes sont censés avoir en cette fin de siècle ainsi que la façon dont ils sont censés se comporter. Je crois que ça contribue à faire avancer les choses. »
Dans une interview pour Melody Maker, Brian Molko explique cette chanson : « Ce n'est pas une chanson sérieuse. Nous avons essayé de capter le son du personnage qui est à la fois malade de sexe et de drogue. Il y a des moments dans ta vie quand tu es à côté de la plaque où tout ce que tu veux faire c'est baiser, et elle ne valorise pas la promiscuité, mais elle ne la juge pas non plus. Il s'agit d'une piste ré-enregistrée: c'est la piste de l'album que l'on n'a pas réussi à vraiment bien faire, même si ça fait mal de le dire parce que je suis très fier de l'album. Nous voulions quelque chose de plus spontané, plus punk, que ça sonne plus live. Elle se fout de la gueule des expressions et des comportements macho classiques. Et des mots comme « pédé » et « tapette » - tu peux te les réapproprier et en faire une force. »

## Liste des titres du single
- Liste des titres, CD1

1. Nancy Boy (Radio edit)
2. Slackerbitch
3. Bigmouth Strikes Again
4. Hug Bubble (Brad Wood mix)

- Liste des titres, CD2

1. Nancy Boy (Sex mix)
2. Eyesight to the Blind
3. Swallow (Designer/U-Sheen mix)
4. Miss Moneypenny

- Liste des titres, 7"

1. Nancy Boy (Sex mix)
2. Slackerbitch